# Iznate (kommun)
Iznate är en kommun i Spanien.   Den ligger i provinsen Provincia de Málaga och regionen Andalusien, i den södra delen av landet, 400 km söder om huvudstaden Madrid. Antalet invånare är 951. Arean är 8,0 kvadratkilometer. Iznate gränsar till Almáchar, Vélez-Málaga, Benamocarra och Macharaviaya. 
Terrängen i Iznate är platt åt sydost, men åt nordväst är den kuperad.